# Komodo (Marvel Comics)
Pour les articles homonymes, voir Komodo.
Komodo est un personnage de fiction, super-héroïne créée par Marvel Comics. Elle est apparue pour la première fois dans Avengers : the Initiative #1.
Il s'agit d'un des personnages principaux ayant été créés pour lancer la série, accompagnatrice de la ligne Avengers.

## Biographie fictive
Melati Kusuma était une étudiante du docteur Curt Connors. À la suite d'un accident de voiture, on lui amputa les jambes. Elle vola son sérum régénérateur, le modifia à partir de son propre ADN et se l'injecta. Connors l'inscrivit à l'Initiative et l'envoya au Camp Hammond.
Au cours d'un entrainement, elle fut blessée par Arsenal mais guérit très rapidement, grâce à ses facultés spéciales.
Sur le terrain, elle aida War Machine à combattre Miss Hulk et Spider-Man, tous deux opposés au Registration Act. 
Quand Hulk dévasta NYC lors de World War Hulk, elle resta fidèle au programme, alors que la plupart de ses camarades partaient secrètement combattre le Titan de Jade. Elle commença une liaison avec le jeune Hardball, la seule personne à l'Académie qui connaisse sa véritable identité et forme physique naturelle.
Lors de l'affrontement qui oppose KIA, un clone de MVP, aux recrues, elle fut gravement empoisonnée par le clone fou. Hardball lui sauva la vie en lui sectionnant les jambes. Pourtant, Hardball l'abandonna plus tard, rejoignant une faction de l'HYDRA.

### Secret Invasion
À la fin de son entrainement, elle fut assignée au Desert Stars, l'équipe fédérale de l'Arizona. Quand éclata l'invasion des Skrulls, elle suivit 3-D Man et le Skrull Kill Krew à travers les États-Unis, pour trouver les infiltrés dans les équipes de l'Initiative.

### Dark Reign
Pendant le Dark Reign, elle refusa les ordres données par le Maître de Corvée, et démissionna de son poste, acceptant de perdre ses pouvoirs (et donc ses jambes).

## Pouvoirs et capacités
- Grâce à son ADN modifié, la handicapée Melita peut se transformer à volonté en humanoïde reptilienne. Ses jambes repoussent alors en quelques secondes.
- Sa forme reptilienne lui offre un facteur de guérison incroyable, capable de la faire survivre à une amputation de membre, et de faire repousser le membre tranché assez rapidement.
- Ses doigts se terminent par des griffes acérées et elle possède une longue queue écailleuse.
- Sa force, sa rapidité et son agilité sont légèrement accrues quand elle se transforme.